# Smilax rubromarginata
Smilax rubromarginata là một loài thực vật có hoa trong họ Smilacaceae. Loài này được K.Krause miêu tả khoa học đầu tiên năm 1925.